# 순드뷔베리시

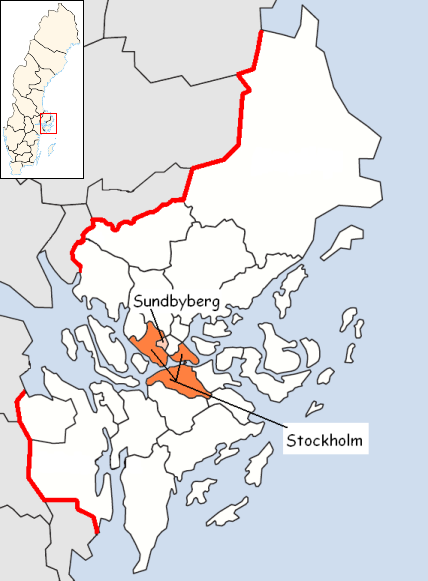
순드뷔베리 시의 위치

순드뷔베리시(스웨덴어: Sundbybergs kommun)는 스웨덴 스톡홀름주에 위치한 지방 자치체로 면적은 8.77km2, 인구는 47,750명(2016년 12월 31일 기준), 인구 밀도는 5,400명/km2이다. 스웨덴에서 면적이 가장 작은 지방 자치체이다.

시 문장